# 미국 제101공수사단의 전투 서열
다음은 제101공수사단의 전투 서열을 시대별로 정리한 목록이다.

## 전간기
1921년 6월 24일에 제6군단지역 배정, 제16군단 예속 사단이자 위스콘신주의 조직된 예비군(Organized Reserves)으로 편성된 제101사단의 대부분의 부대는 밀워키에 주둔하였다. 1922년에서 1939년 개편에 따라 제402보병연대는 애플턴에서 폰드 두 락, 제326탄약Train은 커노샤에서 밀워키, 제377야전포병연대 메니투웍에서 그린베이로 이사하였고, "제101사단 Train, 병참대"는 제426병참연대로 재편성되었다. 그리고 오클레어와 위스콘신주, 애슐랜드에 있었던 326번모토사이클중대(Motocycle Company No. 326)와 의 사단항공근무대(101st Division Air Service)는 1939년도의 전투서열 표에서는 사라졌다.
- 제101사단, 본부[2] - 위스콘신주, 밀워키
- 제101사단, 본부중대[3]
- 특수병력, 본부 - 위스콘신주, 밀워키
  - 제101헌병중대 - 위스콘신주, 밀워키
  - 제101통신중대 - 위스콘신주, 밀워키
  - 제326병기중대 (Medium) - 위스콘신주, 밀워키
  - 제101전차중대 (Light) - 위스콘신주, 밀워키
- 제201보병여단 - 위스콘신주, 밀워키
  - 제401보병연대 - 위스콘신주, 밀워키
  - 제402보병연대
- 제202보병여단 - 위스콘신주, 매디슨
  - 제403보병연대 - 위스콘신주, 매디슨
  - 제404보병연대 - 위스콘신주, 오클레어
- 제176야전포병여단, 본부 및 본부포대[4] - 위스콘신주, 밀워키 - 위스콘신주, 밀워키
  - 제326탄약 Train
  - 제376야전포병연대 - 위스콘신주, 밀워키
  - 제377야전포병연대
  - 제572야전포병연대 - 위스콘신주, 워소
- 제326공병연대 - 위스콘신주, 밀워키
- 제326의무연대 - 위스콘신주, 밀워키
- 제426병참연대 - 위스콘신주, 밀워키

## 제2차 세계 대전
1942년 8월 15일에 공수부대로 재편성되었다. 윌리엄 C. 리 소장이 제101공수사단 초대 사단장에 취임하였다.
- 제101공수사단 본부[2]
- 제401글라이더보병연대, 1945년 3월 1일 해체되어 제327글라이더보병연대에 배속됨.
- 제327글라이더보병연대
- 제501낙하산보병연대; 1944년 5월 1일 ~ 1945년 5월 9일 배속
- 제502낙하산보병연대
- 제506낙하산보병연대[fn 1]; 1943년 9월 15일 ~ 1945년 3월 1일 배속–
- 사단 포병대, 본부 및 본부포대; 1942년 8월 15일[4]
  - 제321글라이버야전포병대대 (75mm)
  - 제377낙하산야전포병대대 (75mm)
  - 제463낙하산야전포병대대 (75mm)
  - 제907글라이더야전포병대대 (75mm)
- 제81공수방공대대
- 제326공수공병대대
- 제326공수의무중대
- 제101낙하산정비중대
- 제101통신중대
- 제101방첩분견대
- 특수병력대
  - 제801공수군수정비중대
  - 제426공수병참중대
  - 제101공수사단, 본부중대[3]
  - 헌병소대
  - 수색소대
  - 군악대 (1945년 3월 1일 재편 당시 배속됨)

## 1948년, 펜토믹 편제
- 제1공수전투단
  - 제327보병연대
  - 제501보병연대
  - 제502보병연대
  - 제506보병연대
- 제2공수전투단
  - 제187보병연대
- 사단 포병대, 본부 및 본부포대; 1948년 7월 6일 ~ 1949년 5월 27일, 해산; 1950년 8월 25일 ~ 1953년 12월 1일, 해산[4]
  - 제319포병대대
    - D포대
    - E포대

  - 제321포병대대
    - A포대
    - B포대
    - C포대

  - 제377포병대대, A포대

## 베트남 전쟁
베트남 전쟁에서 제101공수사단의 1여단이 베트남 공화국으로 파견되어, 베트남 공화국 제2군단 지역에서 종군하였다.
- 제101공수사단 본부 및 본부중대; 1964년 2월 3일[2]
- 제1여단; 1964년 2월 3일[3]
  - 제327보병연대, 1대대
    - 타이거포스

  - 제327보병연대, 2대대
  - 제502보병연대, 2대대
  - 제320포병연대, 2대대
  - 제17기병연대, 2전대, A병대
  - 제101지원대대 (임시)
  - 제326공병대대, A중대
  - 제326의무대대, D중대
  - 제501통신대대, B중대
  - 제20화학분견대
  - 제181군사첩보분견대
  - 제406육군보안국분견대
- 제2여단; 1964년 2월 3일[5]
  - 여단 본부 및 본부중대; 1964년 1월 21일[6]
- 제3여단; 1964년 2월 3일[7]
  - 여단 본부 및 본부중대; 1964년 1월 21일[8]
- 사단 포병대
  - 본부 및 본부포대;[fn 2][fn 3][4]

지원부대
- 제159강습지원항공대대

## 1989년

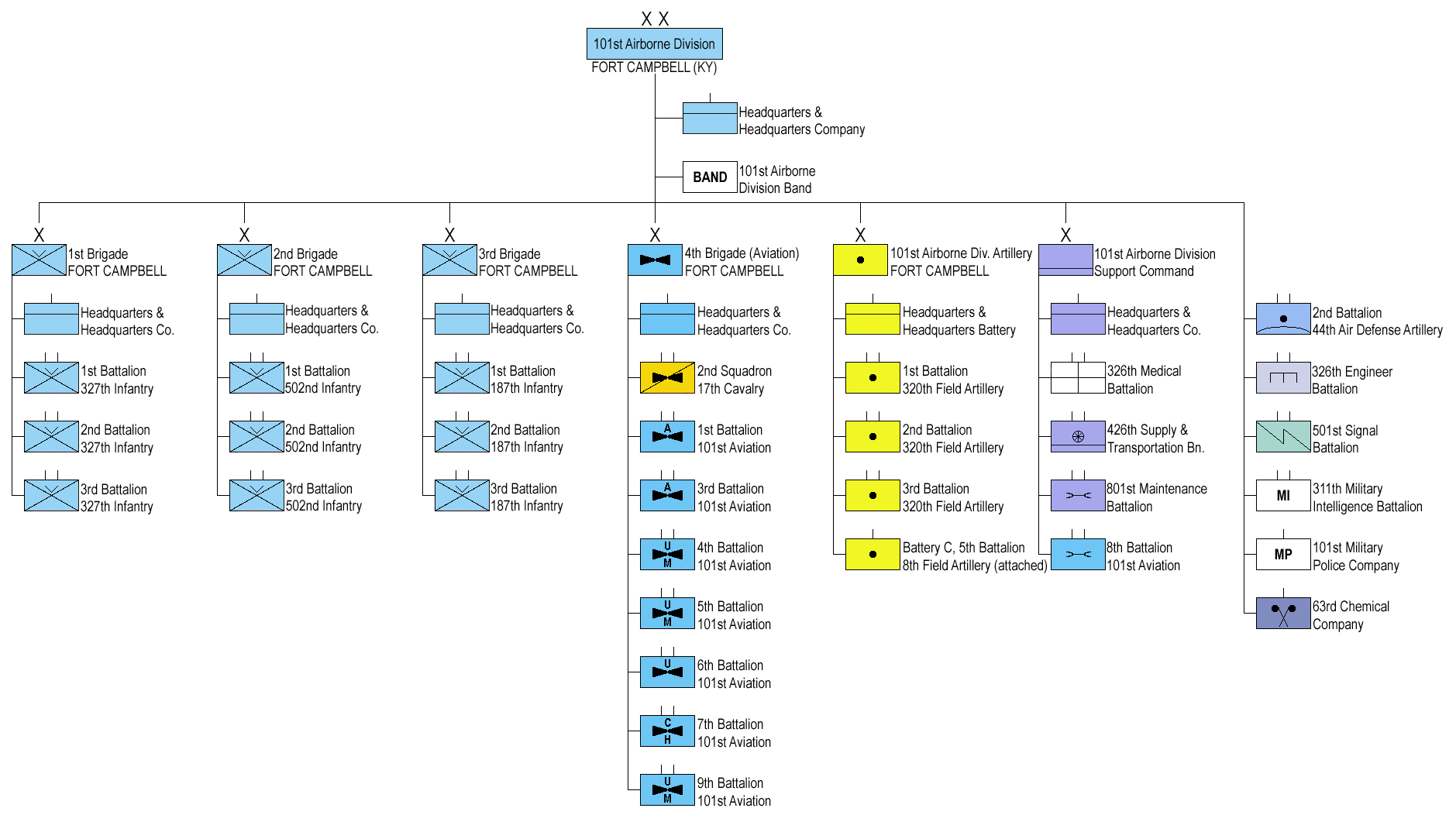
1989년도 전투서열 표

- 제101공수사단 본부 및 본부중대
- 제1여단
  - 제327보병연대, 1대대
  - 제327보병연대, 2대대
  - 제327보병연대, 3대대
- 제2여단
  - 제502보병연대, 1대대
  - 제502보병연대, 2대대
  - 제502보병연대, 3대대
- 제3여단
  - 제187보병연대, 1대대
  - 제187보병연대, 2대대
  - 제187보병연대, 3대대
- 제101항공여단
  - 제7기병연대, 2전대
  - 제101항공연대, 1대대
  - 제101항공연대, 2대대
  - 제101항공연대, 3대대
  - 제101항공연대, 4대대
  - 제101항공연대, 5대대
  - 제101항공연대, 6대대
  - 제101항공연대, 7대대
  - 제101항공연대, 8대대
  - 제101항공연대, 9대대
- 사단 포병대
  - 본부 및 본부포대
  - 제320야전포병연대, 1대대
  - 제320야전포병연대, 2대대
  - 제320야전포병연대, 3대대
- 사단 지원사령부
- 제44방공연대, 2대대
- 제311군사정보대대
- 제326전투공병대대
- 제101헌병중대
- 제63화학중대

## 여단전투단 편제

### 2005년, 4개 여단전투단
사단 포병대는 2005년 6월 15일에 해산하였다.
- 제101공수사단, 본부 및 전술지휘소; 2004년 9월 16일[2]
- 제501특수병력대대
- 제1여단전투단 "Bastogne"; 2004년 9월 16일, 개편[3]
  - 여단특수병력대대
  - 제32기병연대, 1전대
  - 제327보병연대, 1대대
  - 제327보병연대, 2대대
  - 제320포병연대, 2대대
  - 제426여단지원대대
- 제2여단전투단 "Strike"; 2004년 9월 16일, 개편[5]
  - 여단특수병력대대; 2004년 9월 16일, 개편[6]
  - 제75기병연대, 1전대
  - 제502보병연대, 1대대
  - 제502보병,연대 2대대
  - 제320포병연대, 2대대
  - 제526여단지원대대
- 제3여단전투단 "Rakkasans"; 2004년 9월 16일, 개편[7]
  - 여단특수병력대대; 2004년 9월 16일, 개편[8]
  - 제33기병연대, 1전대
  - 제187보병연대, 1대대
  - 제187보병연대, 3대대
  - 제320포병연대, 3대대
  - 제626여단지원대대 "Assurgram"
- (♠) 제4여단전투단 ("Currahee"); 2004년 9월 16일, 창설[9] ~ 2014년 4월, 해산
  - 여단특수병력대대 "Apache"; 2004년 9월 16일, 창설[10]
  - 제61기병연대, 1전대 "Panther"
  - 제506보병연대, 1대대 "Red Currahee"
  - 제506보병연대, 2대대 "White Currahee"
  - 제320야전포병연대, 4대대 "Guns of Glory"
  - 제801여단지원대대 "Maintaineers"
- 제101전투항공여단 (공격)
  - 여단 본부 및 본부중대
  - 제17기병연대, 2전대
  - 제101항공연대, 1대대
  - 제101항공연대, 5대대
  - 제101항공연대, 6대대
  - 제96항공지원대대
- 제159전투항공여단"Thunder" (강습); 1997년 10월 13일, 예속[11][12] ~ 2015년 5월 15일, 해산[13]
  - 여단 본부 및 본부중대
  - 제159항공여단, 본부 및 본부중대 "Dragonlords"
  - 제101항공연대, 3대대 "Eagle Attack"
  - 제101항공연대, 4대대 "Eagle Wings"
  - 제101항공연대, 7대대 "Eagle Lift"
  - 제17기병연대, 7전대 "Pale Horse"
  - 제563항공지원대대 "Fighting"
  - 제563항공지원대대 "Keep them Fighting"

전투지원부대
- 제101지원여단
  - 제101특수병력대대
  - 제101지원대대
  - 제106수송대대
  - 제129군단지원대대
  - 제326공병대대
  - 제561전투지원대대

### 2016년

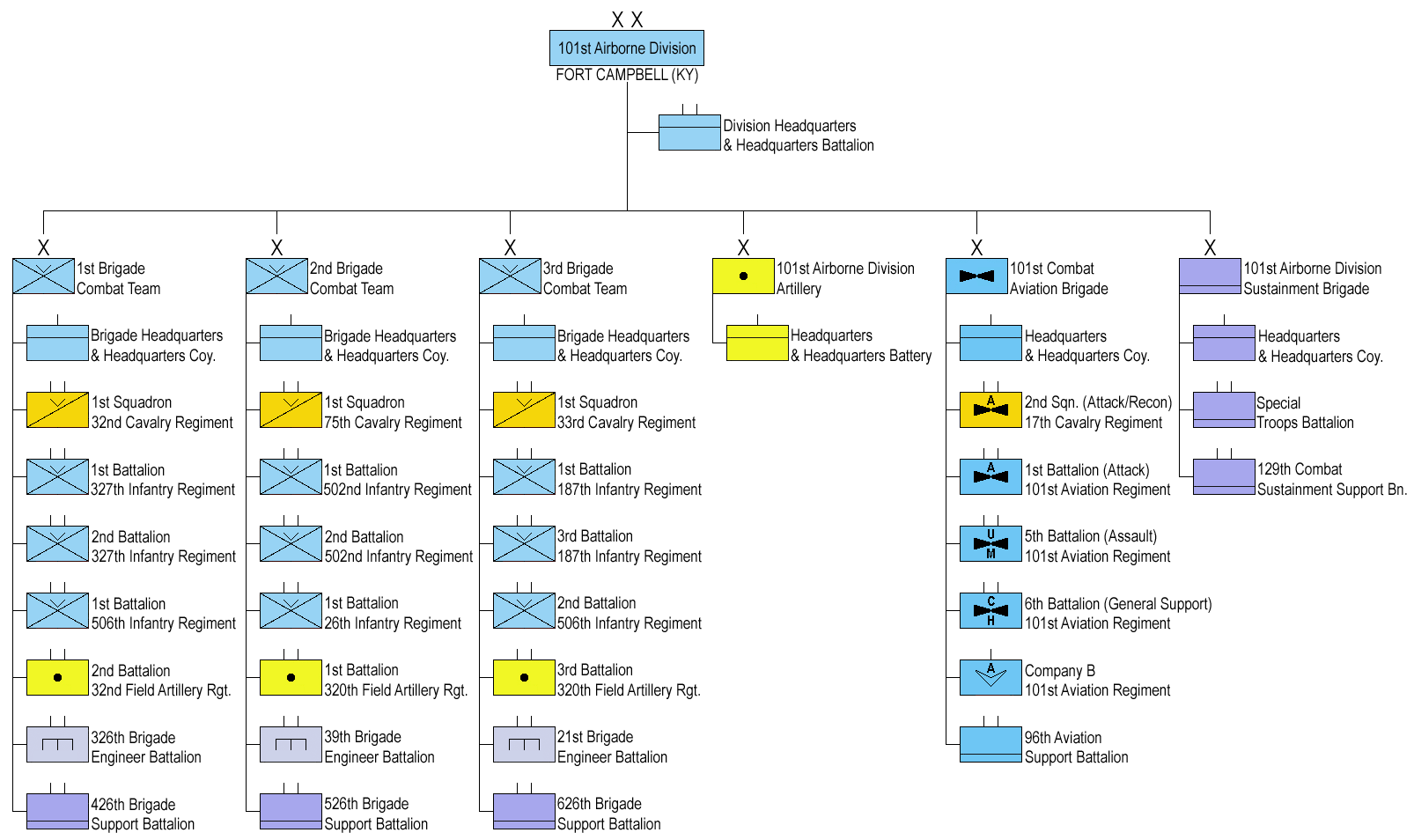
제101공수사단의 전투서열 표, 2016년 기준

- 사단 본부 및 본부대대 "Gladiators"; 2009년 10월 16일[2]
- 제1여단전투단 "Bastogne"
  - 여단 본부 및 본부중대
  - 제32기병연대, 1전대
  - 제327보병연대, 1대대
  - 제327보병연대, 2대대
  - 제506보병연대, 1대대
  - 제32포병연대, 2대대
  - 제426여단지원대대
- 제2여단전투단 "Strike"
  - 여단 본부 및 본부중대
  - 제75기병연대, 1전대
  - 제502보병연대, 1대대
  - 제502보병,연대 2대대
  - 제26보병,연대 1대대
  - 제320포병연대, 1대대
  - 제526여단지원대대
- 제3여단전투단 "Rakkasans"
  - 여단 본부 및 본부중대
  - 제33기병연대, 1전대
  - 제187보병연대, 1대대
  - 제187보병연대, 3대대
  - 제506보병연대, 2대대
  - 제320포병연대, 3대대
  - 제626여단지원대대
- 사단 포병대
  - 본부 및 본부포대; 2014년 10월 17일, 재소집[4]
- 사단 전투항공여단
  - 여단 본부 및 본부중대
  - 제17기병연대, 2전대
  - 제101항공연대, 1대대
  - 제101항공연대, 5대대
  - 제101항공연대, 6대대
  - 제96항공지원대대
- 사단 지원여단
  - 제101특수병력대대
  - 제129군단지원대대

## 참고

### 인용
1. ↑  Steven E. Clay. 《The Arms: Major Commands and Infantry Organizations, 1919–41》 (PDF). U.S. Army Order of Battle 1919–1941 (영어) 1. Fort Leavenworth, KS: Combat Studies Institute Press. 279쪽. 2017년 6월 22일에 원본 문서 (PDF)에서 보존된 문서. 2019년 5월 14일에 확인함.
2. 1 2 3 4 5  “HEADQUARTERS AND HEADQUARTERS BATTALION, 101st AIRBORNE DIVISION (SCREAMING EAGLES)” (영어). 미국 육군 역사관. 2011년 5월 10일. 2018년 5월 28일에 확인함.
3. 1 2 3 4  “Headquarters, 1st Brigade Combat Team, 101st Airborne Division Lineage” (영어). 미국 육군 역사관. 2006년 7월 21일. 2017년 7월 1일에 원본 문서에서 보존된 문서. 2019년 5월 17일에 확인함.
4. 1 2 3 4 5 6  “Headquarters and Headquarters Battery, 101st Airborne Division Artillery” (영어). 미국 육군 역사관. 2015년 2월 20일. 2018년 5월 28일에 확인함.
5. 1 2  “HEADQUARTERS, 2d BRIGADE COMBAT TEAM, 101st AIRBORNE DIVISION” (영어). 미국 육군 역사관. 2013년 6월 10일. 2017년 7월 1일에 원본 문서에서 보존된 문서. 2019년 5월 17일에 확인함.
6. 1 2  “Special Troops Battalion, 2d Brigade, 101st Airborne Division” (영어). 미국 육군 역사관. 2008년 5월 21일. 2017년 7월 1일에 원본 문서에서 보존된 문서. 2019년 5월 17일에 확인함.
7. 1 2  “HEADQUARTERS, 3d BRIGADE COMBAT TEAM, 101st AIRBORNE DIVISION” (영어). 미국 육군 역사관. 2011년 12월 20일. 2017년 7월 1일에 원본 문서에서 보존된 문서. 2019년 5월 17일에 확인함.
8. 1 2  “SPECIAL TROOPS BATTALION, 3d BRIGADE COMBAT TEAM, 101st AIRBORNE DIVISION” (영어). 미국 육군 역사관. 2011년 8월 1일. 2017년 7월 1일에 원본 문서에서 보존된 문서. 2019년 5월 17일에 확인함.
9. ↑  “HEADQUARTERS, 4TH BRIGADE COMBAT TEAM, 101st AIRBORNE DIVISION” (영어). 미국 육군 역사관. 2011년 12월 14일. 2019년 5월 17일에 확인함.
10. ↑  “SPECIAL TROOPS BATTALION, 4TH BRIGADE COMBAT TEAM, 101st AIRBORNE DIVISION” (영어). 미국 육군 역사관. 2012년 7월 23일. 2019년 5월 16일에 원본 문서에서 보존된 문서. 2019년 5월 17일에 확인함.
11. ↑  “Headquarters and Headquarters Company 159th Combat Aviation Brigade, 101st Airborne Division” (영어). 미국 육군 역사관. 2014년 10월 28일. 2019년 5월 16일에 원본 문서에서 보존된 문서. 2019년 5월 17일에 확인함.
12. ↑  “Thunder History” (영어). Fort Campbell Public Affairs Office. 2014년 10월 28일. 2014년 11월 29일에 원본 문서에서 보존된 문서. 2019년 5월 17일에 확인함.
13. ↑  Nicole June (2014년 11월 20일).  Bonnie Boggs, 편집. “159th Combat Aviation Brigade to deactivate”. 《ClarksvilleNOW.com》 (영어). 2019년 5월 17일에 확인함.

### 자료
- Stanton, Shelby (1984). 《Order of Battle: U.S. Army World War II》 (영어). Presidio Press. ISBN 9780891411956.